# Karabo Poppy Moletsane
Karabo Poppy Moletsane (geboren am 26. März 1992) ist eine südafrikanische Designerin, Illustratorin und Streetartkünstlerin aus Pretoria.

## Leben

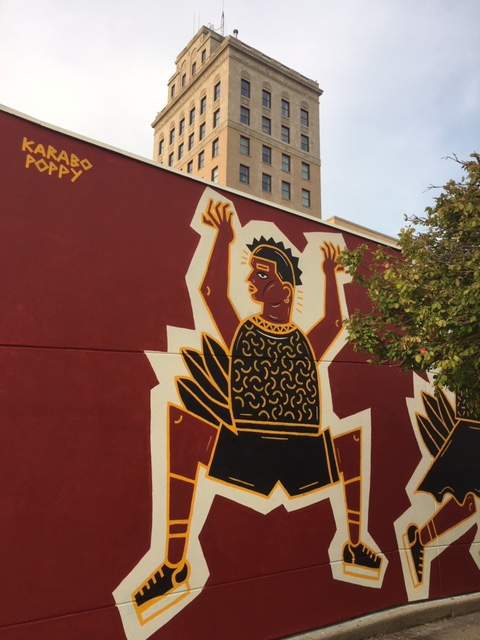
Jumping Men an einer Wand in Jackson Michigan

Moletsane ist in Vereeniging aufgewachsen, besuchte eine Mädchenschule in Potchefstroom und studierte visuelle Kommunikation an der Open Window School of Visual Communication. Anschließend ließ sie sich in Pretoria nieder. Im Jahr 2018 wurde sie von Google zum Internationalen Frauentag für eine Präsentation im Google Doodle ausgewählt. Dieser Doodle erzählt eine kleine Geschichte von dem Mädchen Ntsoaki. Einer der Kühltürme des ehemaligen Kraftwerks (Orlando Power Station) und das Nike Football Training Centre Mural in Soweto wurden von ihr künstlerisch verziert. Sie arbeitete im Jahr 2019 unter anderem mit dem Sportartikelhersteller Nike zusammen, für den sie das Design für eine Schuhserie entwarf. Moletsane entwarf gemeinsam mit der marokkanisch-deutschen Illustratorin und Grafikdesignerin Jasmina El Bouamraoui zahlreiche Symbole und Logos für den zwanzigsten Geburtstag der Wikipedia.
Publikationen (Auswahl)
- “Sho’t Left” – A Zine on South African Occupations.